# Vilusi (Czarnogóra)
Vilusi (cyr. Вилуси) – wieś w Czarnogórze, w gminie Nikšić. W 2011 roku liczyła 169 mieszkańców.